# Onthophagus koni
Onthophagus koni là một loài bọ cánh cứng trong họ Bọ hung (Scarabaeidae).